# San Pietro in Lama
San Pietro in Lama är en ort och kommun i provinsen Lecce i regionen Apulien i Italien. Kommunen hade 3 533 invånare (2017).